# Sarupathar
Sarupathar là một thị xã và là nơi đặt ủy ban khu vực thị xã (town area committee) của quận Golaghat thuộc bang Assam, Ấn Độ.

## Nhân khẩu
Theo điều tra dân số năm 2001 của Ấn Độ, Sarupathar có dân số 9827 người. Phái nam chiếm 55% tổng số dân và phái nữ chiếm 45%. Sarupathar có tỷ lệ 81% biết đọc biết viết, cao hơn tỷ lệ trung bình toàn quốc là 59,5%: tỷ lệ cho phái nam là 84%, và tỷ lệ cho phái nữ là 77%. Tại Sarupathar, 11% dân số nhỏ hơn 6 tuổi.